# Crowland
Koordinaten: 52° 41′ N, 0° 10′ W
Crowland ist eine Stadt im Süden der britischen Grafschaft Lincolnshire. 

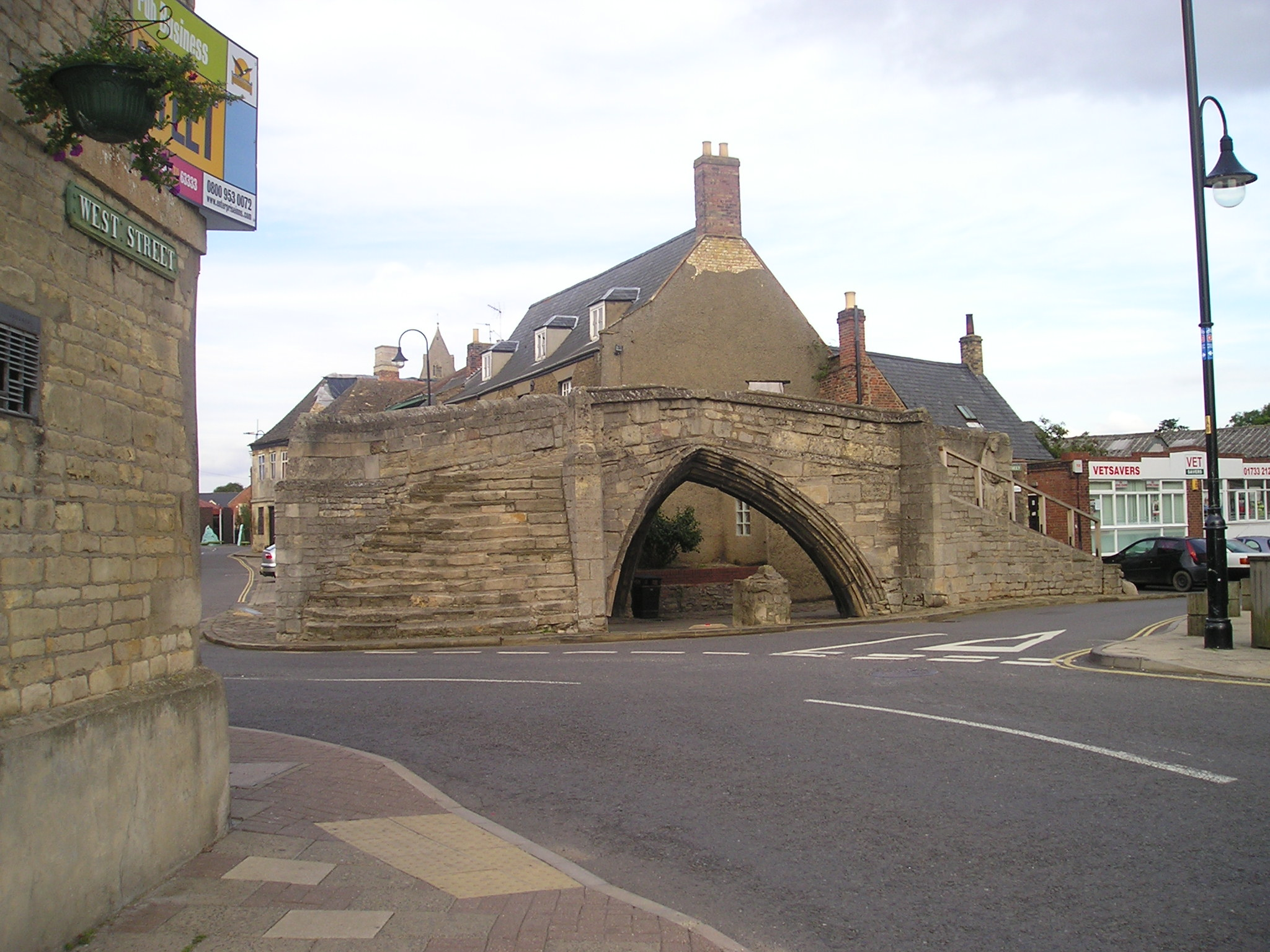
Die Trinity Bridge in Crowland

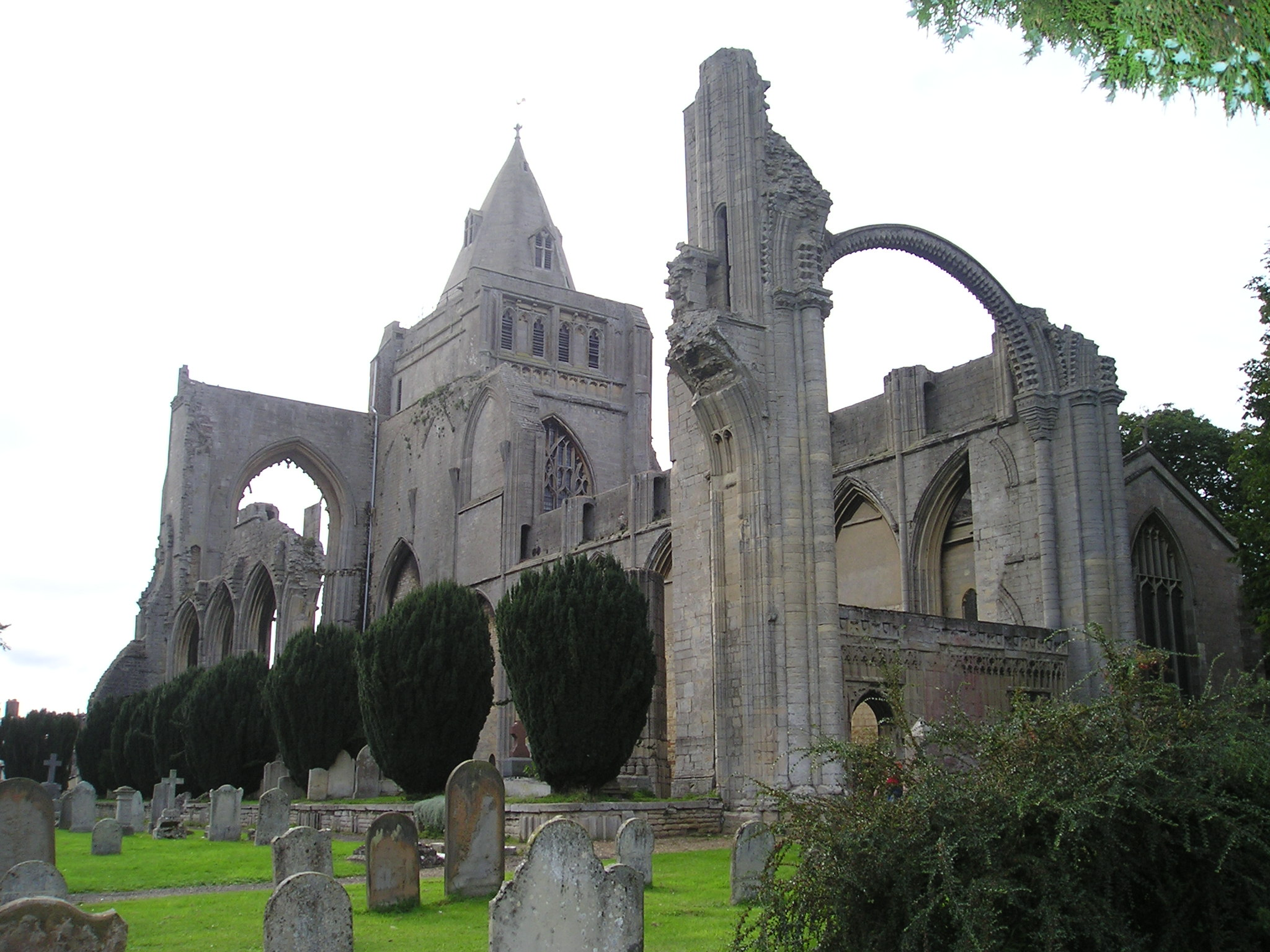
Die ehemalige Abteikirche aus südöstlicher Sicht

## Lage
Der Ort liegt auf zwei bis fünf Meter Meereshöhe in einem weitläufigen Agrargebiet an der A 1073 und B 1040 südlich von Spalding, westlich von Wisbech, nordöstlich von Peterborough und östlich von Stamford.

## Geschichte
Die ältere Ortsbezeichnung ist Croyland (= sumpfiges Land); die heutige Bezeichnung kam erst nach der Klosteraufhebung im Zuge der Reformation auf. Ursprünglich war der Ort im Marschland „the Fens“ durch Fließgewässer in drei Teile geteilt, wovon noch die Trinity Bridge zeugt. Die aus drei Bögen bestehende Brücke führte ursprünglich über den Zusammenfluss der Flüsse Welland und Nyne. Privilegien und Marktrechte erhielt Croyland unter König Stephen 1142 und unter König Henry VI. 1460.

## Croyland Abbey
siehe Hauptartikel Croyland Abbey

## Sonstiges
- Jeremy Potter schrieb unter dem Titel „Das Geheimnis des Abtes von Croyland“ einen historischen Kriminalroman, der in der Reformationsepoche spielt.
- Der Crowland Football Club wurde 1919 gegründet.